# 瑟沃格市镇
瑟沃格市镇是法罗群岛最西部的市镇。市镇面积为84平方公里，人口数量为1,219人（2021年1月）。
市镇范围覆盖沃格岛西半部和米基内斯岛，包括4个村庄。早先市镇只包括瑟沃格村，但2005年时兼并了其他几个小的市镇。

## 图集

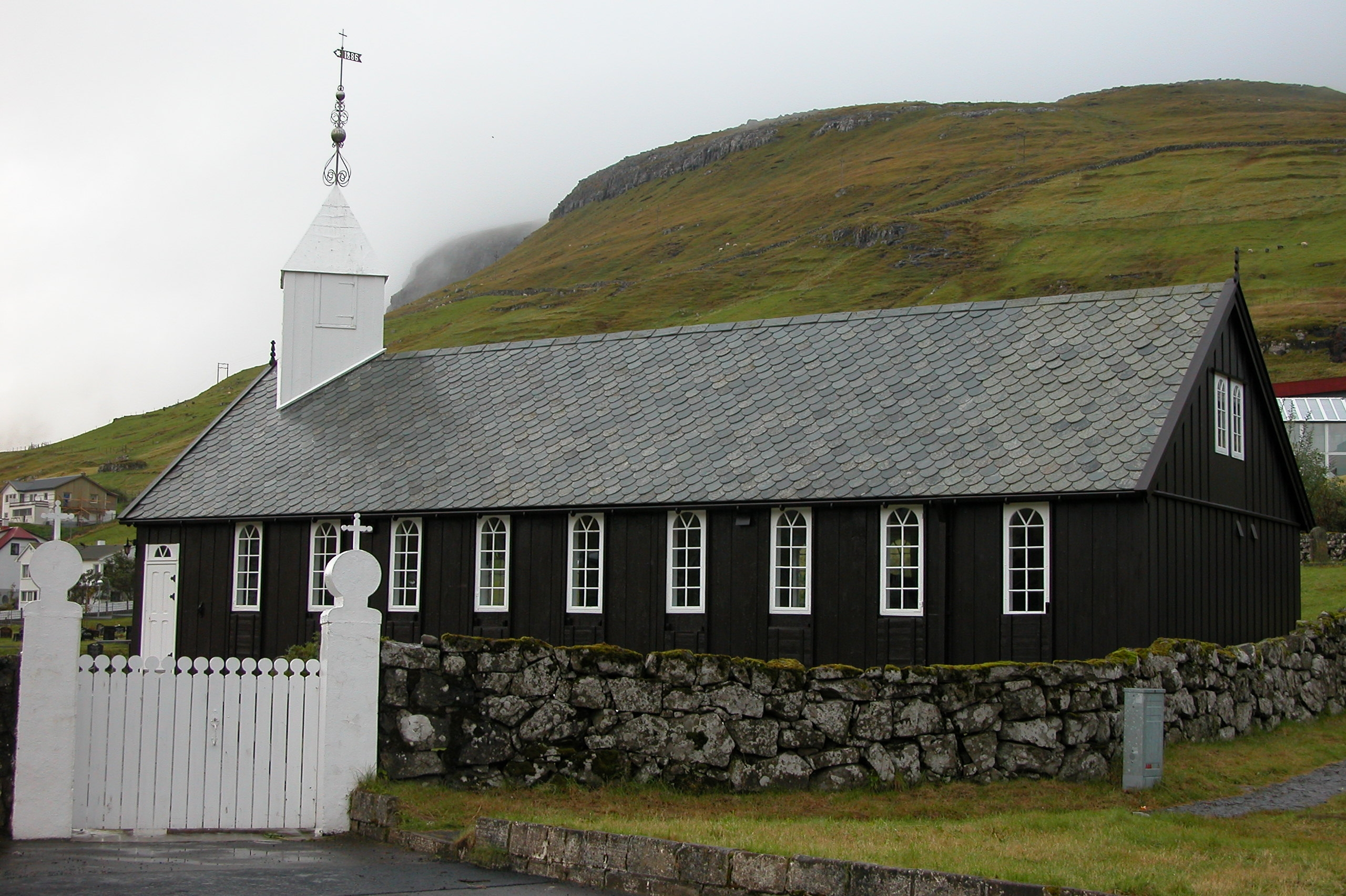
瑟沃格教堂
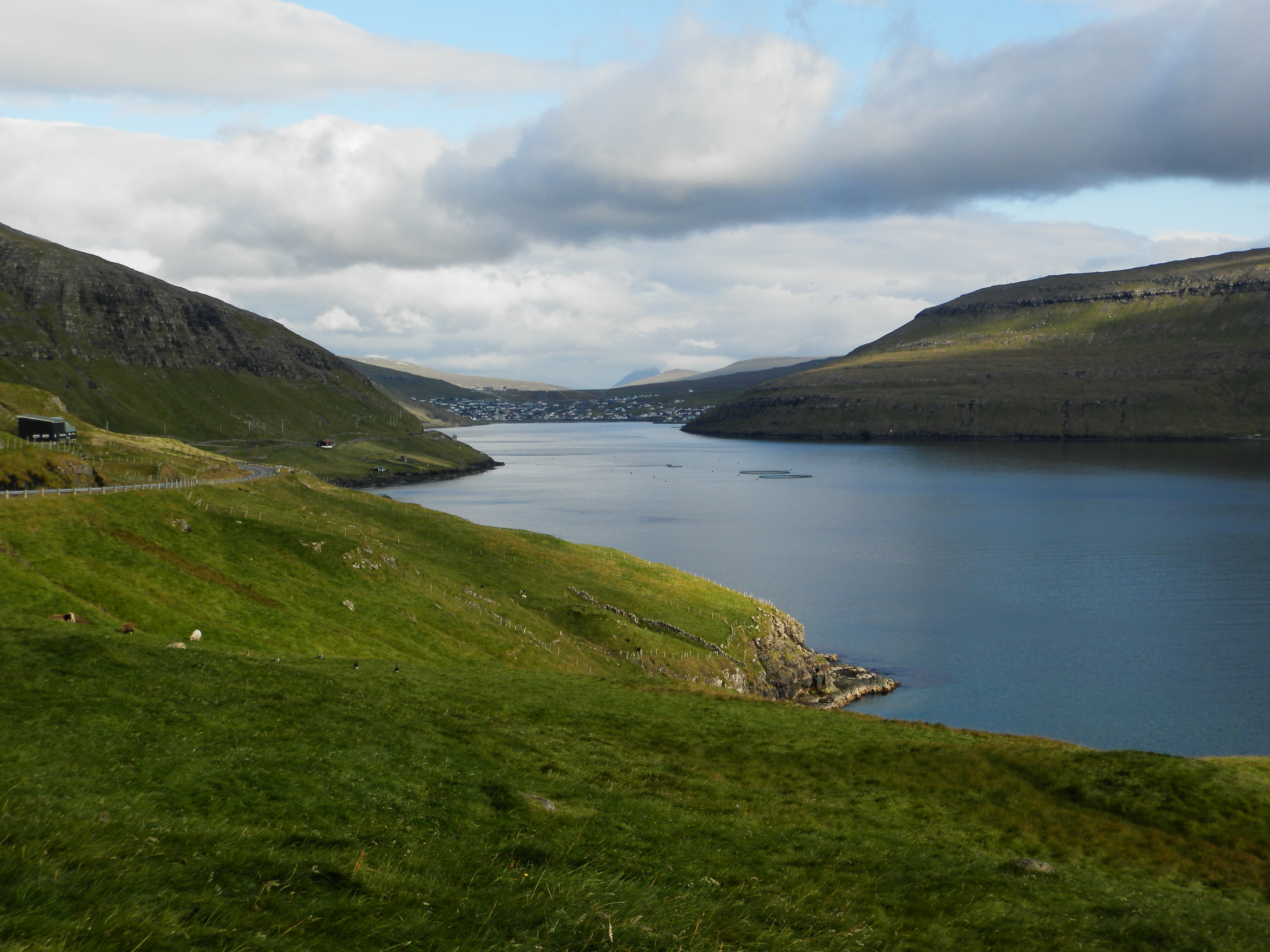
瑟沃格峡湾（图中间为圈养三文鱼）
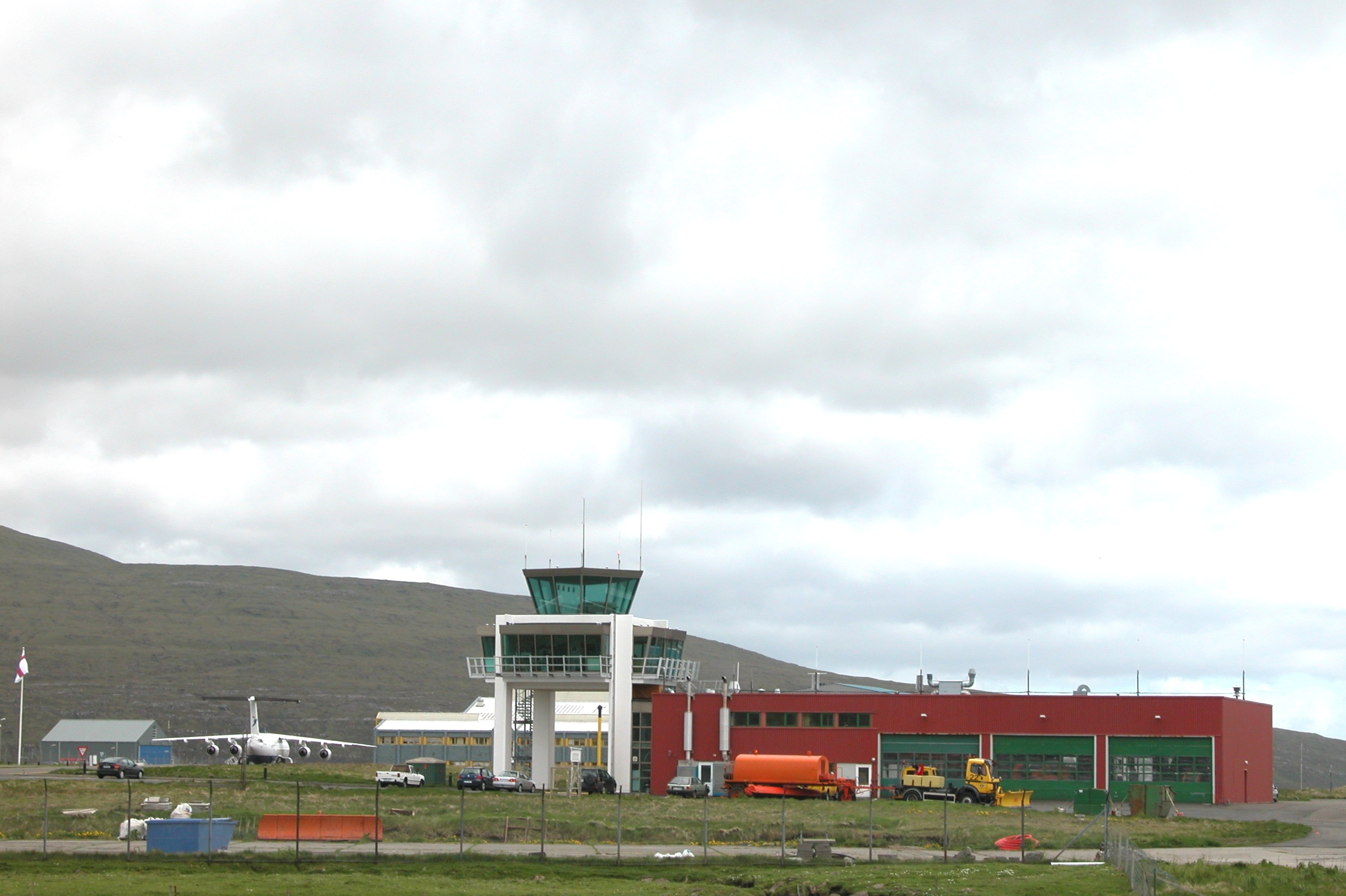
沃格机场
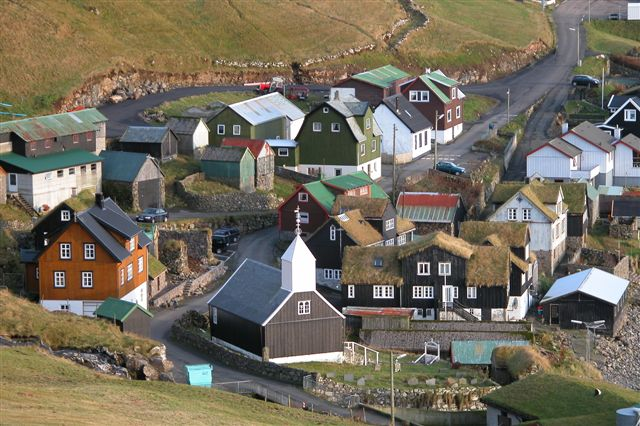
Bøur村
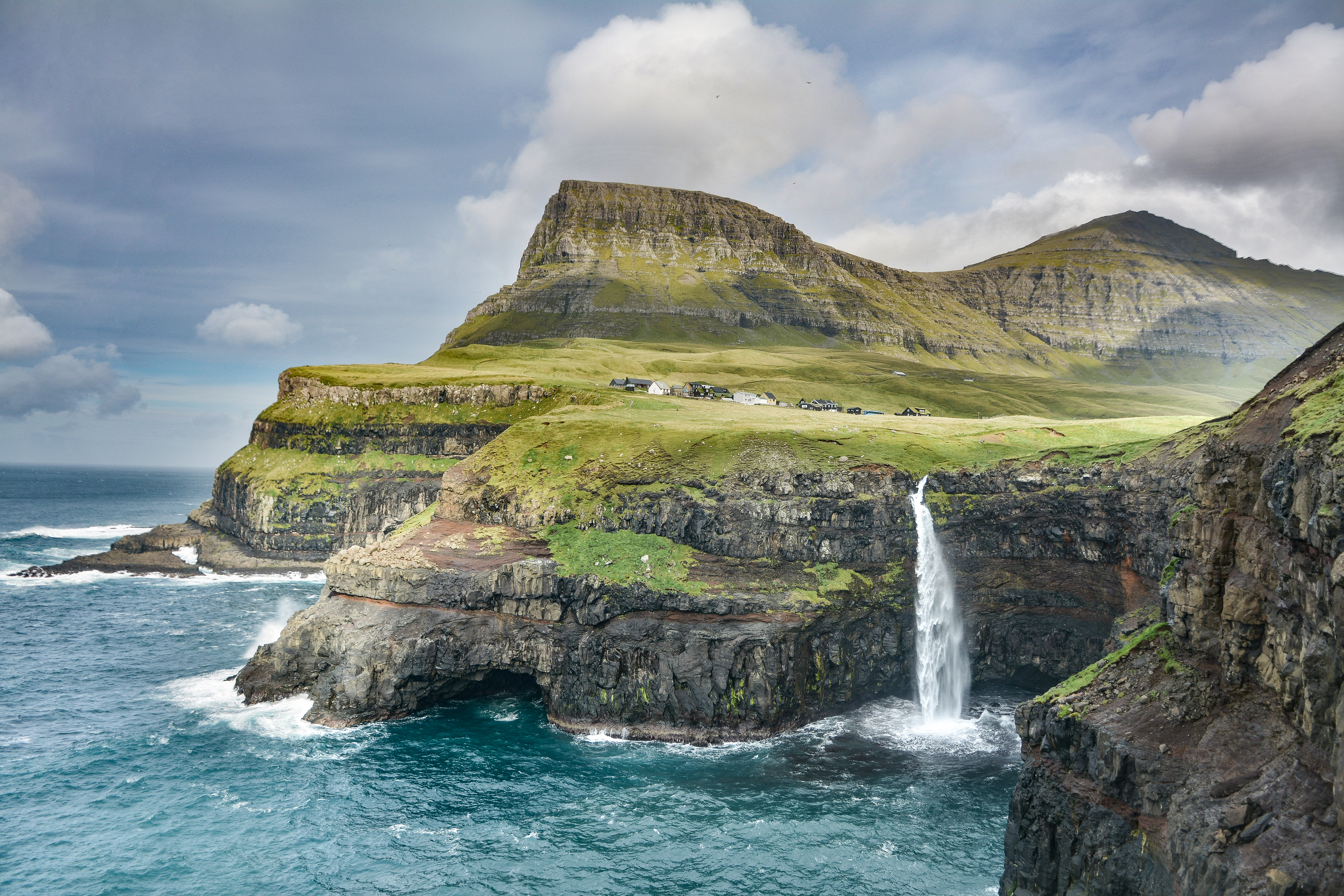
市镇内的瀑布
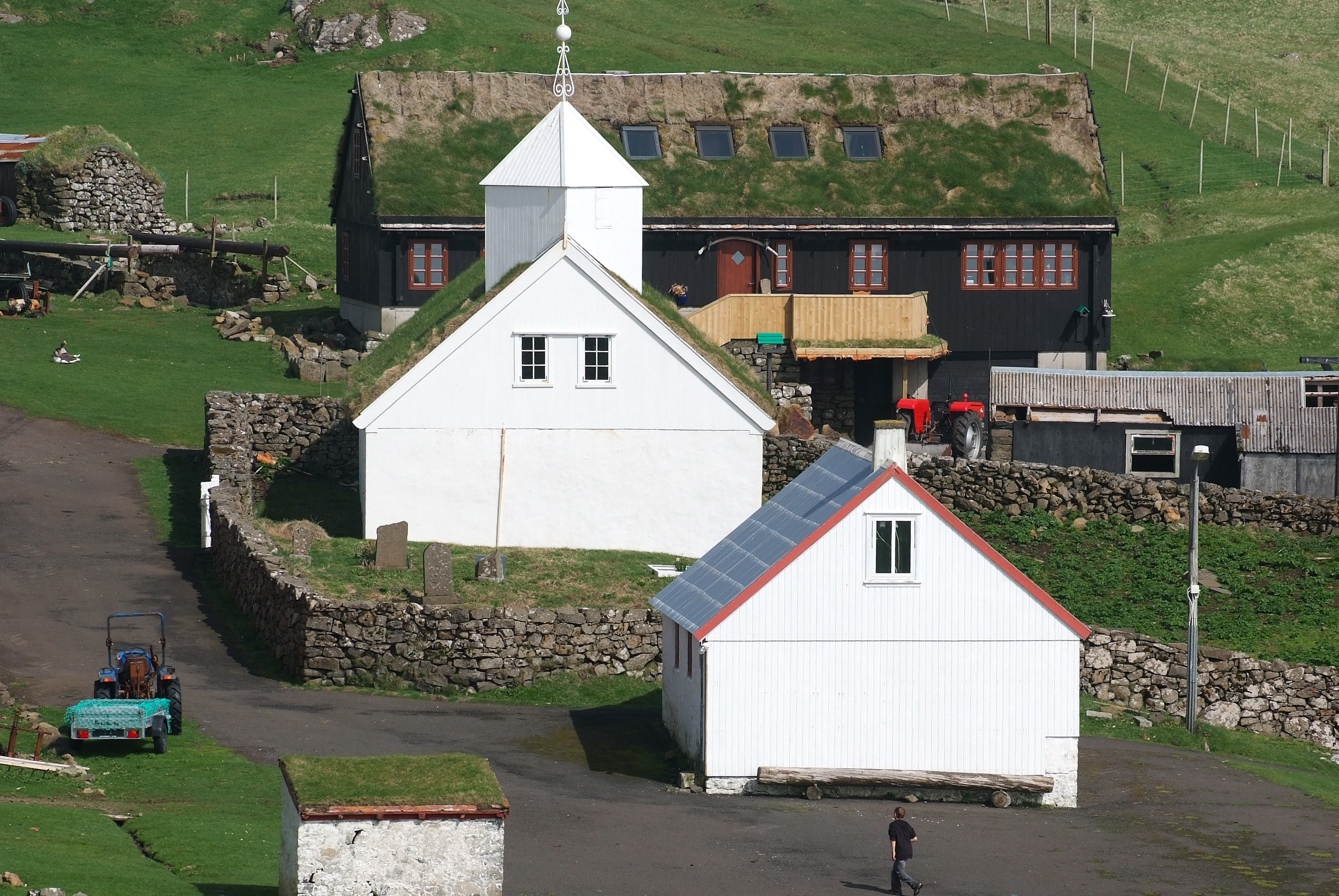
米基内斯教堂